# Dennis Kofi Agbenyadzi
Mons. Dennis Kofi Agbenyadzi, S.M.A. (* 9. října 1964, Kadjebi) je ghanský římskokatolický duchovní, člen řeholní kongregace Společnost afrických misií a biskup Berbérati.

## Život
Narodil se 9. října 1964 v Kadjebi.
Po střední škole byl povolán do vojenské služby. Na konci 80. let vystoupil do kongregace Společnosti afrických misií. Začal studovat v semináři v Accře a poté ve vyšším semináři v Anyamě v Pobřeží slonoviny. Dne 29. června 1996 složil své věčné sliby a 12. července 1997 byl vysvěcen na kněze.
Po vysvěcení se stal farním vikářem v Berbérati, poté farářem. Od roku 2005 byl jmenován asistentem provinčního představeného kongregace. Byl jmenován představeným formačního domu v Bangui a členem komise pro pastoraci migrantů.
Roku 2007 se stal provinčním představeným kongregace, roku 2010 započal své druhé služební období.
Dne 14. května 2012 jej papež Benedikt XVI. jmenoval biskupem diecéze Berbérati. Dne 28. července 2012 byl vysvěcen na kněze. Světiteli byli kardinál Fernando Filoni, arcibiskup Jude Thaddeus Okolo a biskup Edouard Mathos.